# 馬可尼電子系統
馬可尼電子系統（英語：Marconi Electronic Systems，縮寫：MES）於1897年7月20日創建，曾經為英國通用電氣公司的子公司，於1999年11月30日被英國航太收購及改組為英國航太系統。

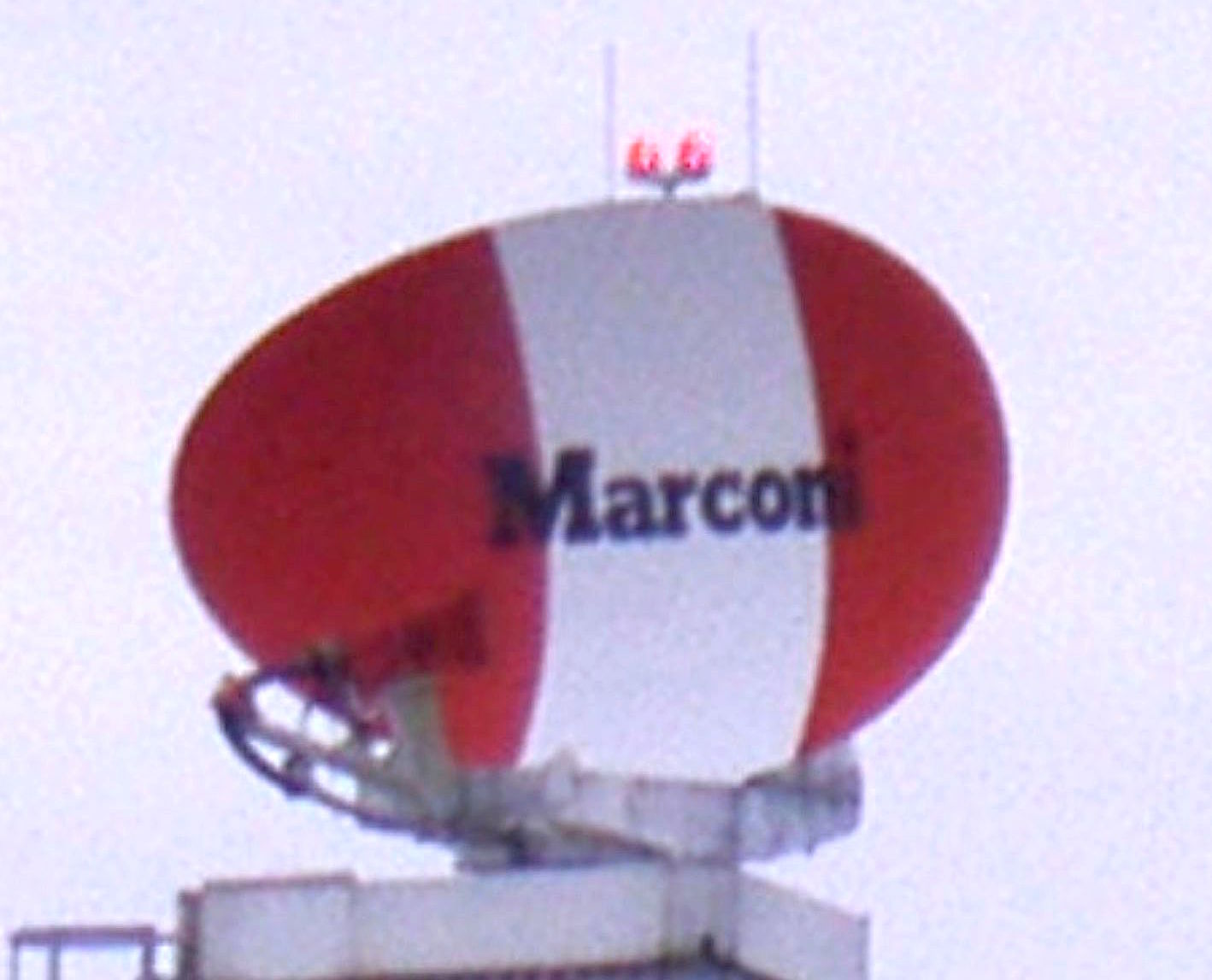
一部馬可尼S波段S511雷達